# Промисловий комп'ютер
Промисло́вий комп'ю́тер — комп'ютер, призначений для забезпечення роботи програмних засобів в промисловому виробничому процесі на підприємстві: наприклад АСК ТП у рамках автоматизації технологічних процесів.
Першим промисловим комп'ютером прийнято вважати випущений в 1984 році IBM 5531 Industrial Computer.
Промисловий комп'ютер — універсальний термін, який може означати будь-який комп'ютер, не обов'язково IBM PC-суміснний, не обов'язково з архітектурою x86 і не обов'язково адаптований до несприятливих умов. Його характеристики визначаються вимогами конкретного технічного завдання й конкретного замовника.
Промисловий ПК є частковим, але найпоширенішим видом промислових комп'ютерів, бувши складнішим рішенням в порівнянні з ПЛК чи вбудованими системами.

## Сфера застосування
Промислові комп'ютери застосовуються:
- у складі керуючих, контролюючих і вимірювальних комплексів у промисловості;
- при створенні систем SCADA і взаємодіє як головніший з програмованими логічними контролерами;
- як складова частина діагностичних комплексів в медицині;
- як апаратна платформа для реалізації візуалізації і людино-машинного інтерфейсу (наприклад в інформаційних і платіжних терміналах);
- у розподілених системах керування (англ. Distributed Control System, DCS) — системах керування технологічними процесами на основі використання розподіленої системи вводу/виводу та децентралізації обробки даних.

## Провідні виробники

### Siemens
Випускаються три лінійки промислових комп'ютерів, SIMATIC BOX PC для встановлення в «боксових» корпусах; SIMATIC RACK PC — для встановлення в 19" стійку і SIMATIC Panel PC — панельного виконання.
Для зв'язку з обладнанням застосовуються інтерфейси AS-Interface або компоненти для промислових мереж типу PROFIBUS.

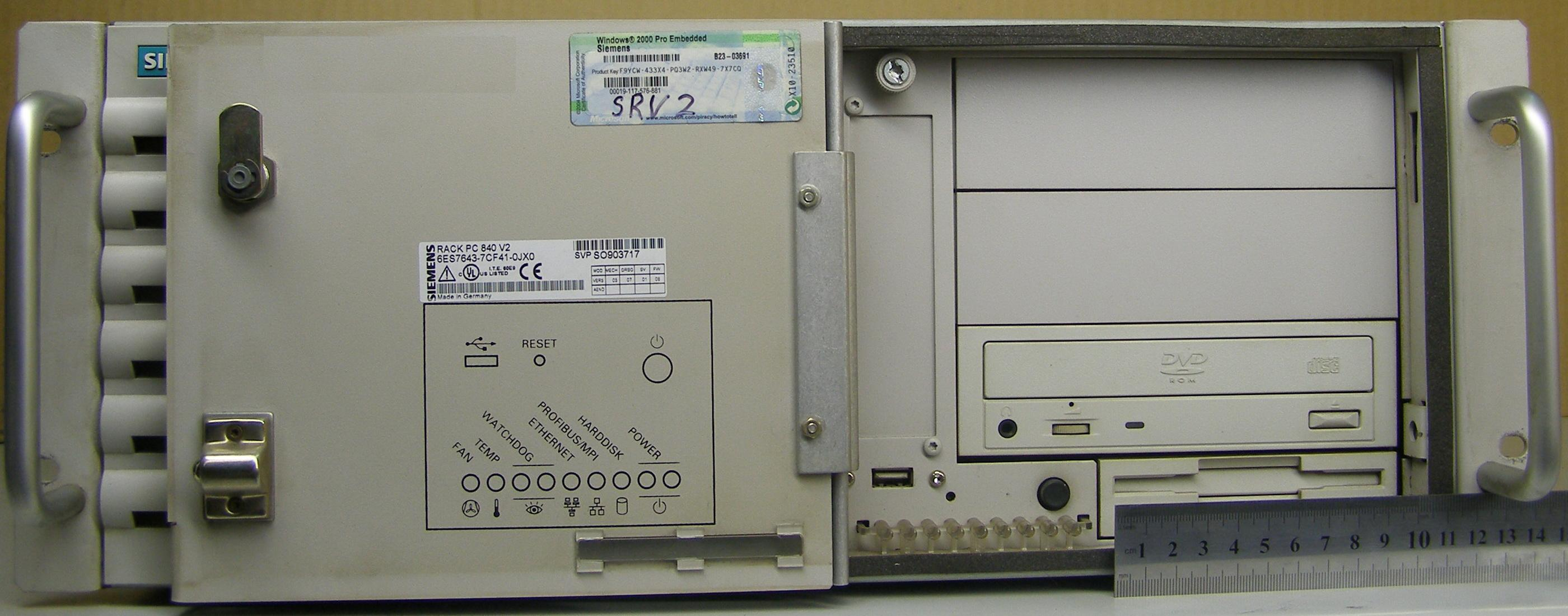
SIMATIC RACK PC 840 (вигляд спереду)
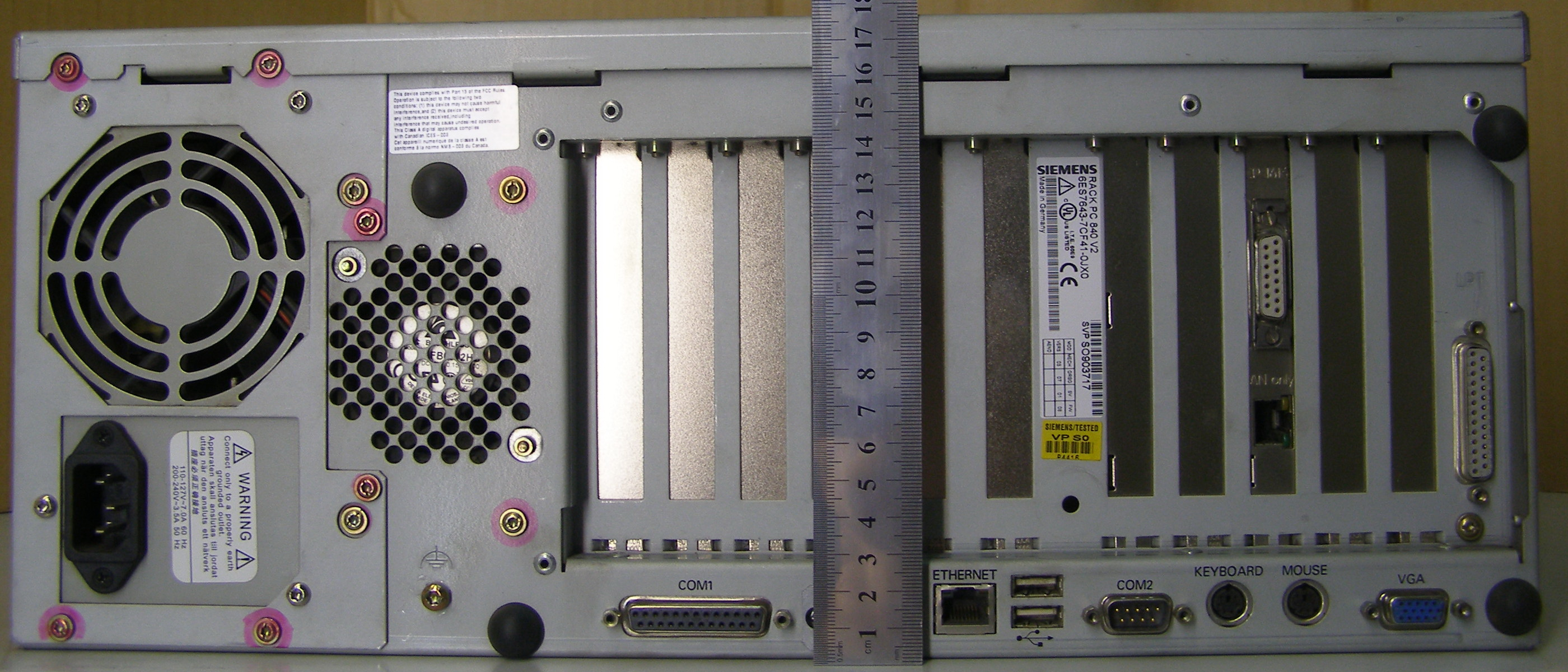
SIMATIC RACK PC 840 (вигляд ззаду)
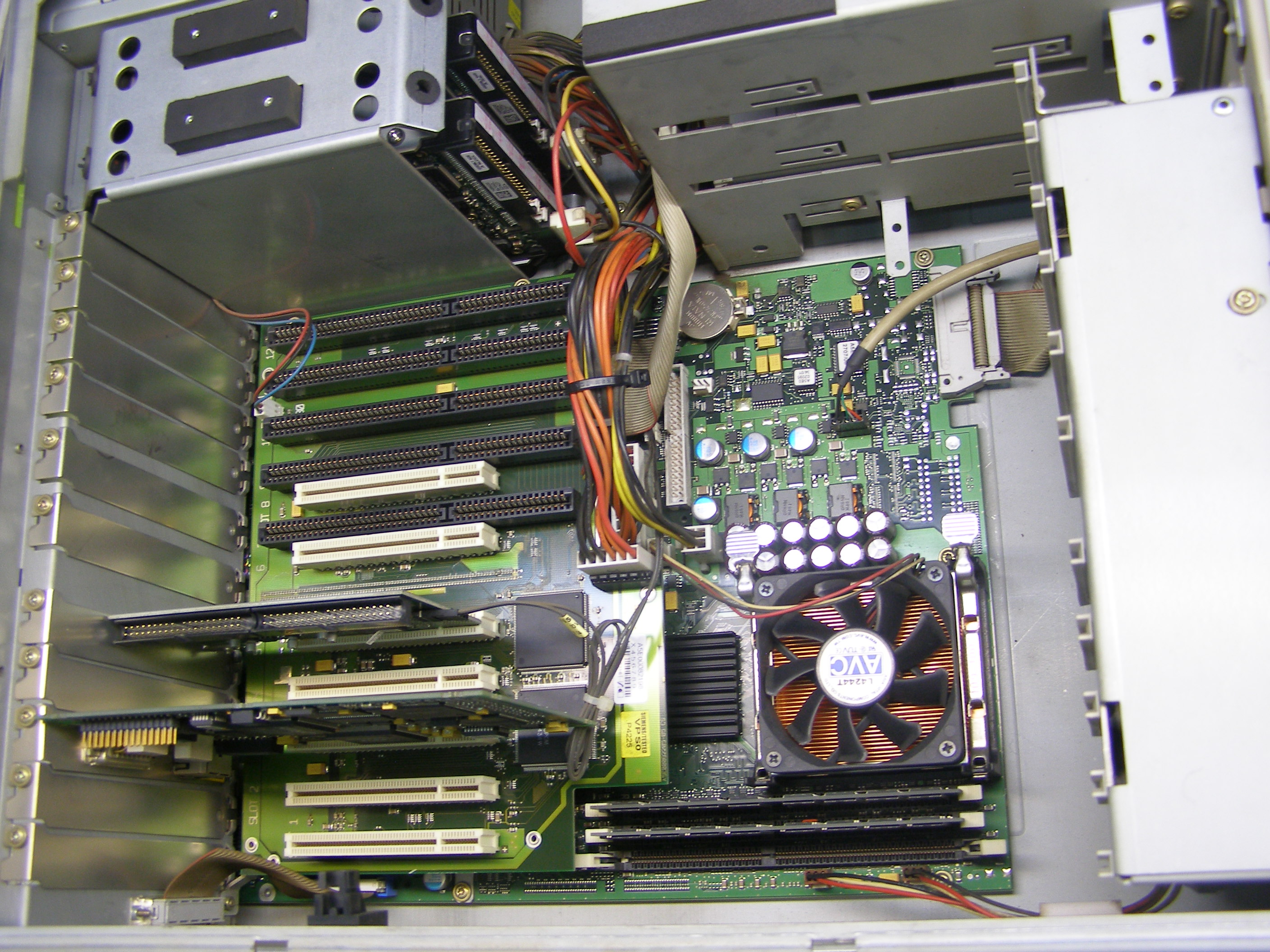
SIMATIC RACK PC 840 (вигляд всередині)